# Var och en av oss
Var och en av oss är en psalm med text och musik skriven 1987 av Gun-Britt Holgersson. Texten är hämtad från Andra Korinthierbrevet 6:16 och 3:3.

## Publicerad i
- Segertoner 1988 som nr 391 under rubriken "Den kristna gemenskapen - Församlingen".[1]